# Luc Walpot
Luc Walpot (* 1959 in Hermalle-sous-Argenteau, Lüttich) ist ein belgischer Journalist.

## Leben und Wirken
Luc Walpot stammt aus Kelmis in der Deutschsprachigen Gemeinschaft in Ostbelgien. Nach dem Abitur am Collège Patronné in Eupen studierte er von 1978 bis 1983 Politikwissenschaft und Soziologie an der RWTH Aachen. Von 1983 bis 1996 war er Nachrichtenredakteur und Reporter beim Belgischen Rundfunk in Brüssel und bis 1997 beim WDR in Köln.
Seit 1997 arbeitet Walpot für das ZDF, zunächst als Redakteur und Reporter des ZDF-Morgenmagazins. Von 1998 bis 2001 berichtete er als Auslandskorrespondent für die Hauptredaktion „Aktuelles“ aus den Studios Washington, Paris, Brüssel, Moskau, Tel Aviv und aus dem ehemaligen Jugoslawien sowie aus weltweiten Krisengebieten für das ZDF. Von 2001 bis 2008 arbeitete Walpot als Leiter des ZDF-Studios in Kairo. Von 2009 bis Ende 2011 war Walpot Leiter der heute-Redaktion des ZDF. Von 2012 bis 2017 leitete Walpot das ZDF-Studio in Istanbul. Im Januar 2018 kehrte er als Reporter und Redakteur ins ZDF-Sendezentrum nach Mainz zurück.
Verheiratet war er mit der Ärztin, Verkehrspilotin und ehemaligen Leistungssportlerin sowie DLR-Astronautin Heike Walpot.

## Auszeichnungen
- Hanns-Joachim-Friedrichs-Preis 2017[3][4]
- Presse-Ente des DJV Aachen